# Rigny-le-Ferron
Rigny-le-Ferron è un comune francese di 387 abitanti situato nel dipartimento dell'Aube nella regione del Grand Est.

## Società

### Evoluzione demografica
Abitanti censiti